# Manville (Rhode Island)
Pour les articles homonymes, voir Manville.
Manville est un village américain. Il fait partie de la ville de Lincoln, située dans le comté de Providence, dans l’État de Rhode Island. En 2005, sa population s’élevait à 3 221 habitants.[réf. nécessaire]

## Histoire
Le village compte une importante communauté d’origine québécoise. En effet, au début du XXe siècle, de nombreux Québécois ont fui la misère de leur région d’origine pour travailler dans les manufactures américaines, principalement des tissages, établies après la Première Guerre mondiale, avec l’aide d’ingénieurs français, tel Auguste Dupire, envoyés de Roubaix, ville manufacturière du nord de la France. Aujourd'hui, 30 % de la population est de source québécoise.

## Source
- (en) Cet article est partiellement ou en totalité issu de l’article de Wikipédia en anglais intitulé « Manville, Rhode Island » (voir la liste des auteurs).